# توماس استافورد
تامس پی استفرد (به انگلیسی: Thomas P. Stafford) (۱۷ سپتامبر ۱۹۳۰ – ۱۸ مارس ۲۰۲۴)‌ فضانورد اهل ایالات متحده آمریکا بود که در ۱۷ سپتامبر ۱۹۳۰ میلادی در ودرفرد، اکلاهما زاده شد. وی در مأموریت جمینای ۶-آ، جمینای ۹-آ، آپولو ۱۰، پروژه آزمایشی آپولو–سایوز حضور داشته است.
توماس استافورد در ۱۸ مارس ۲۰۲۴، در سن ۹۳ سالگی بر اثر سرطان کبد درگذشت.